# Wentworth Miller
Wentworth Earl Miller III (Chipping Norton, Oxfordshire, 2 de juny de 1972) és un actor, actor de veu, guionista i productor anglès, que va assolir la fama interpretant el paper de Michael Scofield a la sèrie de la FOX Prison Break.
Tot i néixer a Anglaterra, de ben petit la seva família es va mudar als Estats Units on va créixer.
El 21 d'agost de 2013, va declarar-se obertament homosexual, tot declinant una invitació a un festival de cinema a Rússia pel tracte discriminatori del govern rus cap al col·lectiu LGTB.

## Biografia

### 1972-1997: primers anys i educació
Wentworth Earl Miller III va néixer el 2 de juny de 1972 al poble de Chipping Norton, al comtat d'Oxfordshire, a Anglaterra (Regne Unit), fill de Roxann Palm, una professora d'educació especial, i Wentworth E. Miller II, un advocat i professor que es trobava estudiant a la Universitat d'Oxford. Té ascendència afroamericana, jamaicana i alemanya pel seu pare, així com russa, francesa, siriana i libanesa per la seva madre. També té dues germanes menors anomenades Gillian i Leigh. la seva família es va mudar a Nova York després que el seu pare completés els seus estudis quan Miller tenia tot just un any d'edat. Va residir al barri Park Slope de Brooklyn i va anar a l'escola Midwood fins que la seva família es va mudar novament, aquesta vegada a Leetsdale (Pennsilvània), on va estudiar en el institut Quaker Valley fins graduar-se en 1990. Després d'això, va començar a estudiar anglès a la Universitat de Princeton fins a obtenir el Bachelor of Arts el 1995 i seguidament es va mudar a Los Angeles per seguir una carrera com actor.

### 1998-2009: debut en l'actuació iPrison Break
Després de dos anys buscant oportunitats, Miller finalment debutaria a la televisió el 1998 durant un episodi de la sèrie Buffy the Vampire Slayer, on va interpretar a un estudiant que es converteix en un monstre marí. Poc després, va continuar apareixent en altres sèries de televisió com Time of Your Life, Popular i ER, on va interpretar papers menors. El 2002, va protagonitzar la minisèrie Dinotopia i a l'any següent va aparèixer en les pel·lícules The Human Stain (2003) com el jove Coleman Silk i Underworld (2003) com el Dr. Adam Lockwood.
El 2005, va aparèixer en dos episodis de la sèrie Joan of Arcadia i va fer la veu d'EDI en la pel·lícula Stealth (2005). També va aparèixer en els videoclips dels temes «It 's Like That» i «We Belong Together» de Mariah Carey. A més, va començar a interpretar al reclús Michael Scofield en la sèrie Prison Break, amb la qual va començar a guanyar popularitat dins de la indústria. Va ser nominat als Golden Globe Awards com a millor actor de sèrie de televisió de drama i també va obtenir nominacions als Saturn Awards i els Teen Choice Awards. La sèrie es va estendre per cinc temporades emeses entre 2005 i 2009, seguida per una pel·lícula per a televisió titulada Prison Break: The Final Break i el videojoc Prison Break: The Conspiracy, on Miller va fer la veu de Scofield.

### 2010-2019: debut com a guionista i Arrowverse
Després de la culminació de Prison Break, Miller va interpretar al personatge de Chris Redfield en la pel·lícula Resident Evil: Ultratomba (2010), la qual, tot i que va rebre crítiques negatives, va ser un èxit en de vendes en recaptar 300 milions de dòlars. També va aparèixer en la sèrie House, va fer la veu de Deathstroke a Young Justice i va debutar com a guionista amb la pel·lícula Stoker (2013), la qual va tenir bones crítiques.
El 2014, va començar a interpretar a Leonard Snart/Capità Fred en la sèrie The Flash, apareixent de forma recurrent durant les seves dues primeres temporades. Gràcies a aquesta actuació, va rebre el premi de Millor actor invitat en sèrie de televisió dels Premis Saturn. El 2016, va seguir interpretant a Leonard Snart integrant l'elenc principal de Legends of Tomorrow en la seva primera temporada. Posteriorment, va donar vida al personatge de manera recurrent tant a The Flash com en Legends of Tomorrow, a més d'aparéixer en un episodi de Batwoman com a part de l'Arrowverse. D'altra banda, va escriure el guió de la pel·lícula The Disappointments Room (2016).
El 2017, Miller va tornar a interpretar a Michael Scofield per a una cinquena temporada de Prison Break emesa entre l'abril i el maig. Inicialment, tenia pensat tornar per una sisena entrega, però es va desentendre del projecte ja que no volia seguir interpretant a personatges heterosexuals i perquè va considerar que la història del seu personatge ja havia conclòs.

## Filmografia
| Any         | Títol                                  | Personatge                                                   | Notes |
| ----------- | -------------------------------------- | ------------------------------------------------------------ | --- |
| Televisió   |                                        |                                                              | |
| 2019        | Law & Order: Special Victims Unit      | Detective Nate Kendall                                       | 2 episodis |
| 2019        | Madam Secretary                        | Senador Mark Hanson                                          | Recurrent |
| 2019        | Batwoman                               | Leonard Snart / Capità Fred / Leo Snart / Leonard (Earth-74) | Veu, episodi: «Crisis on Infinite Earths. Part 2»                                                                |
| 2016-18     | Legends of Tomorrow                    | Leonard Snart / Capità Fred / Leo Snart / Leonard (Earth-74) | Elenc principal (temporada 1) Recurrent (temporada 2-3); 23 episodis                                             |
| 2014-19     | The Flash                              | Leonard Snart / Capità Fred / Leo Snart / Leonard (Earth-74) | Recurrent; 14 episodis                                                                                           |
| 2013        | Young Justice                          | Slade Wilson / Deathstroke                                   | Veu, episodi: «The Fix»                                                                                          |
| 2011        | House                                  | Benjamin Byrd                                                | Episodi: «Charity Case»                                                                                          |
| 2009        | Family Guy                             | Jugador                                                      | Veu, episodi: «Stew-Roids»                                                                                       |
| 2009        | Prison Break: The Final Break          | Michael Scofield                                             | Telefilm |
| 2005-2009   | Prison Break                           | Michael Scofield                                             | Sèrie de televisió                                                                                               |
| 2005        | Ghost Whisperer                        | Sergent Paul Adams                                           | - Temporada 1, episodi 1 - "Pilot"                                                                               |
| 2005        | Joan of Arcadia                        | Ryan Hunter                                                  | - Temporada 2, episodi 21 - "Common Thread" - Temporada 2, episodi 22 - "Something Wicked This Way Comes"        |
| 2002        | Dinotopia                              | David Scott                                                  | Minisèrie de televisió                                                                                           |
| 2000        | ER                                     | Mike Palmieri                                                | - Temporada 7, episodi 1 - "Homecoming"                                                                          |
| 2000        | Time of Your Life                      | Nelson                                                       | - Temporada 1, episodi 6 - "The Time the Truth Was Told" - Temporada 1, episodi 11 - "The Time They Got E-Rotic" |
| 2000        | Popular                                | Adam Rothchild Ryan                                          | - Temporada 1, episodi 16 - "All About Adam" - Temporada 1, episodi 18 - "Ch-Ch-Changes"                         |
| 1998        | Buffy the Vampire Slayer               | Gage Petronzi                                                | - Temporada 2, episodi 20 - "Go Fish"                                                                            |
| Pel·lícules |                                        |                                                              | |
| 2001        | Room 302                               | Server #1                                                    | Curt |
| 2003        | La taca humana (The Human Stain)       | Young Coleman Silk                                           | |
| 2003        | Underworld                             | Dr. Adam Lockwood                                            | |
| 2005        | The Confession                         | Presoner                                                     | Curt |
| 2005        | Stealth: L'amenaça invisible (Stealth) | Veu en anglès d'EDI                                          | |
| 2010        | Resident Evil: Ultratomba              | Chris Redfield                                               | |
| 2013        | Stoker                                 | —                                                            | Guionista |
| 2014        | The Loft                               | Luke Seacord                                                 | |
| 2015        | 2 Hours 2 Vegas                        | Corredor                                                     | Curtmetratge |
| 2016        | The Disappointments Room               | —                                                            | Guionista |
| Videojocs   |                                        |                                                              | |
| 2010        | Prison Break: The Conspiracy           | Michael Scofield                                             | Veu |

## Premis i nominacions
| Any  | Premi              | Categoria                                    | Nominat per  | Resultat  | Ref.   |
| ---- | ------------------ | -------------------------------------------- | ------------ | --------- | ------ |
| 2006 | Premis Globus d'Or | Millor actor en sèrie de televisió dramàtica | Prison Break | Nominat   | [ 27 ] |
| 2006 | Premis Saturn      | Millor actor en televisió                    | Prison Break | Nominat   | [ 28 ] |
| 2006 | Premis Teen Choice | Millor actor en televisió                    | Prison Break | Nominat   | [ 29 ] |
| 2006 | Premis Teen Choice | Estrella de televisió revelació              | Prison Break | Nominat   | [ 29 ] |
| 2006 | Premis Teen Choice | Home més atractiu                            | Prison Break | Nominat   | [ 29 ] |
| 2007 | Premis Teen Choice | Millor actor de televisió de drama           | Prison Break | Nominat   | [ 30 ] |
| 2008 | Premis Teen Choice | Millor actor de televisió d'acció/aventura   | Prison Break | Nominat   | [ 31 ] |
| 2015 | Premis Saturn      | Millor actor invitat en sèrie de televisió   | The Flash    | Guanyador | [ 32 ] |
| 2017 | Premis Teen Choice | Millor actor de televisió d'acció            | Prison Break | Nominat   | [ 33 ] |